# 上武やす子
上武 やす子（うえたけ やすこ、旧姓：室村〈むろむら〉、1934年〈昭和9年〉11月26日 - 2024年〈令和6年〉3月16日）は、日本のアイヌ文化伝承者、刺繡作家。
北海道室蘭市元室蘭（現：崎守町）出身。同道登別市において、北海道ウタリ協会登別支部支部、市民勉強会「知里真志保を語る会」、アイヌの女性文化の学習と継承のための団体「アイヌ文化を学び継承する女性の会」などでの活動で、アイヌ文化の伝承普及活動を行った。また、独学でのアイヌの民族衣装や刺繍製作、アイヌ紋様刺繡の学習会による後進の指導、古式舞踊の指導などを通じて、アイヌ伝統文化の復興、アイヌ文化の保存などに貢献した。

## 経歴
北海道室蘭市元室蘭（現：崎守町）で誕生する。1歳半の時に母を喪うが、父と祖母、姉（5歳年上）、母代りの兄・室村文七に囲まれて育った。学生時代にはアイヌである自身に対して心ない言葉を投げかけられることもあったが、強い意志でそれをはねのけた。室蘭文化服装学院を卒業後に、1960年（昭和35年）に結婚して、幌別町（現：登別市幌別町）へ移り住んだ。
1970年代後半頃に、当時の登別市長がアイヌの墓を壊して自分らの墓を建てたことに対して、北海道ウタリ協会登別支部（現：登別アイヌ協会）が抗議したことを機に、アイヌ活動への取組を始めた。1985年（昭和60年）から6年にわたり、北海道ウタリ協会登別支部の生活相談員として活動した。1996年（平成8年）4月に北海道ウタリ協会登別支部支部長に就任し、2005年（平成12年）まで支部長を務めた。また、ウタリ協会登別支部のメンバーによる市民勉強会「知里真志保を語る会」を1988年（昭和63年）に結成し、1997年（平成9年）から会長を務めた。北海道内で13番目となるアイヌ語教室の設立にも取り組んだ。1998年（平成10年）には「アイヌ文化を学び継承する女性の会」を設立、アメリカでのアイヌ特別展の開催では、現地の多くの人々から歓迎を受けた。
これらの活動の一方、生活相談員となったことで、アイヌ文様の刺繡を学び始めたが、支部の活動の停滞により伝統儀式で使う衣装が無かったために、アイヌ民族文化を途絶えさえないために独自の文様を研究し、衣装を縫い始めた。1990年（平成2年）からは地元市民を対象とした「アイヌ刺繡教室」を開催、1993年（平成5年）にはアイヌ紋様刺繡を学ぶ会「ピリカノカ」を発足させ、作品の展示会を毎年開催していた。1997年（平成9年）からは、札幌や岩見沢の女性20人と協力し、江戸時代後期から昭和初期にかけてのアイヌ民族衣装の忠実な複製に取り組む。2008年（平成20年）には、洞爺湖サミットで訪れた各国首脳たちに贈られたアルバムの表紙をアイヌ紋様刺繡で手がけ、好評を博した。刺繡の他、近隣の市町村内の小学校で、アイヌ古式舞踊の指導にも努めた。
2020年代以降においてもアイヌ刺繡工芸家として、作品の展示会開催や、後進の指導に努めていた。2024年（令和6年）3月、満89歳で死去した。室蘭市教育委員会の広文化・文化財主幹である菅野修は「アイヌ文化が広がるきっかけをつくった方で、まさに伝承者の先駆けだった。アイヌ文化を残したいという思いから、誰かに頼ることなく、自分たちのこととして実行されていた」と偲んだ。

## 受賞・表彰歴
- 1994年 - 北海道アイヌ民芸品コンクール 優秀賞[19]、北海道教育委員会教育賞[19]
- 1997年 - 北海道アイヌ民芸品コンクール 奨励賞[19]、アイヌ文化奨励賞[19]
- 1998年 - 北海道アイヌ民芸品コンクール 審査員特別賞[19]、アイヌ工芸品コンクール ミブ入賞[19]
- 2002年 - 財団法人ソロプチミスト 社会ボランティア賞[19]
- 2009年 - 伝統文化ポーラ賞 地域賞、北海道文化財保護功労賞[7]
- 2010年 - 登別市教育文化貢献表彰[7]
- 2018年 - アイヌ文化賞[7]
- 2019年 - 文化庁長官表彰[20]

## 著作
- 『上武やす子とピリカノカ』クルーズ、2007年3月22日。ISBN 978-4-905756-40-8。